# 莫八
莫八（?—?），湖广行省庆远路（今广西壮族自治区河池市宜州区）人，元朝後期起事首领。
元朝後期，在西南地区政令苛刻，当地百姓纷纷起事反元。莫八是瑶族人，元顺帝至正二年（1342年）秋七月初一庚午朔七月三十己亥，庆远路莫八聚众起义，率军攻陷南丹州（今广西壮族自治区南丹县）、左右两江等处（广西南部）。脱脱赤颜率兵讨伐平定莫八。